# 达米亚诺波利斯
达米亚诺波利斯是巴西戈亚斯州的一个市镇。总面积415.349平方公里，总人口3028人，人口密度7.3人/平方公里。